# さよなら、また今度ね
さよなら、また今度ね（さよなら、またこんどね）は、2010年に千葉県で結成されたロックバンド。 2016年1月15日をもって、解散した。
バンド名は、雑誌に掲載されていたジョン・レノンのインタビューの見出しに使われていた言葉からとったものである。

## メンバー
菅原達也 (すがわら たつや)
ボーカル、ギター、キーボード、作詞、作曲を担当。現在はめ組で活動中。
菊地椋介 (きくち りょうすけ)
ギター、コーラス担当。現在はDebbiehemlockで活動中。
銀杏BOYZのRUSH BALL 2015 feat. GREENS 25th Anniv.のライブにサポートギタリストとして参加。
佐伯香織 (さえき かおり)
ベース、コーラス担当。
渋谷悠 (しぶや はるか)
ドラム、コーラス担当。

### 元メンバー
下山拓也（チャック）
ベース担当。
虹色のまさふぃー
ギター、コーラス担当。

## 来歴
2010年8月、菅原達也と下山拓也を中心とし、千葉で結成。
2011年2月、現在のメンバーになる。
2012年8月、「RO69JACK 2012」で優勝。「ROCK IN JAPAN FESTIVAL 2012」に出演。
2013年1月16日、1stミニアルバム『菅原達也菊地椋介佐伯香織渋谷悠』を、JACKMAN RECORDSよりリリースしデビュー。同年9月に1stフル・アルバム『P.S.メモリーカード』をリリース。
2014年9月、2ndミニアルバム『夕方ヘアースタイル』をリリース。
同年、12月31日の「COUNTDOWN JAPAN 14/15」でのステージをもって、メンバー各々の音楽の総合的なスキル向上のため「無期限活動休止」に入ることが発表され、その後活動を休止した。
2016年1月15日をもって、解散したことを発表した。

## 動画

### ミュージックビデオ
| 公開日     | 監督 | 曲名                           | 再生数 | 備考                                           |
| ---------- | ---- | ------------------------------ | ------ | ---------------------------------------------- |
| 2011/02/01 |      | 早苗とギター                   |        | ロックンロールムービーを作りました             |
| 2011/02/01 |      | 瑠璃色、息白く                 |        | ロックンロールムービーを作りました。第二弾です |
| 2011/04/10 |      | ギンビス～頭３才未満の唄～     |        | ロックンロールムービーを作りました。第三弾です |
| 2011/05/11 |      | いいわけの鉄拳                 |        | ロックンロールムービーを作りました。第四弾です |
| 2011/06/02 |      | びびり                         |        | ロックンロールムービーを作りました。第五弾です |
| 2011/06/26 |      | ジュース                       |        |                                                |
| 2011/07/21 |      | 砂かけられちゃった。関くんへ編 |        |                                                |
| 2011/08/01 |      | 信号の奴                       |        |                                                |